# David di Donatello 1958
La cerimonia di premiazione della 3ª edizione dei David di Donatello si è svolta il 29 luglio 1958 al Teatro antico di Taormina.

## Vincitori
Migliore produttore

- Milko Skofic - Anna di Brooklyn (ex aequo)
- Leonardo Bonzi - La muraglia cinese (ex aequo)

Migliore attrice

- Anna Magnani - Selvaggio è il vento (Wild is the Wind)

Migliore attore

- Marlon Brando - Sayonara (Sayonara) (ex aequo)
- Charles Laughton - Testimone d'accusa (Witness for the Prosecution) (ex aequo)

Migliore produttore straniero

- Sam Spiegel - Il ponte sul fiume Kwai (The Bridge on the River Kwai)

Targa d'oro
- Vittorio De Sica, per la sua supervisione in: Anna di Brooklyn; regia di Vittorio De Sica e Carlo Lastricati
- Antonio Pietrangeli, per la sua regia in: Nata di marzo
- Marilyn Monroe, per la sua interpretazione in: Il principe e la ballerina (The Prince and the Showgirl); regia di Laurence Olivier
- Goffredo Lombardo, per l'insieme delle sue produzioni
- Spyros Skouras, per l'insieme delle sue produzioni

Premio internazionale "Olimpo" per il teatro
- Vittorio Gassman